# پلیس، صفت
پلیس، صفت (به رومانیایی: Polițist, Adjectiv) یک فیلم درام به کارگردانی کورنلیو پورومبویو است که در سال ۲۰۰۹ منتشر شد. از بازیگران این فیلم می‌توان به ولاد ایوانف و دراگوش بوکور اشاره کرد.